# Benny Carter
Pour les articles homonymes, voir Carter.
Benny Carter (Bennett Lester Carter) (New York 8 août 1907 - Los Angeles 12 juillet 2003) est un saxophoniste, trompettiste, tromboniste, pianiste, chanteur, arrangeur, compositeur et chef d'orchestre de jazz afro-américain. Il a été un des grands acteurs du jazz des années 1930 aux années 1990.

## Biographie

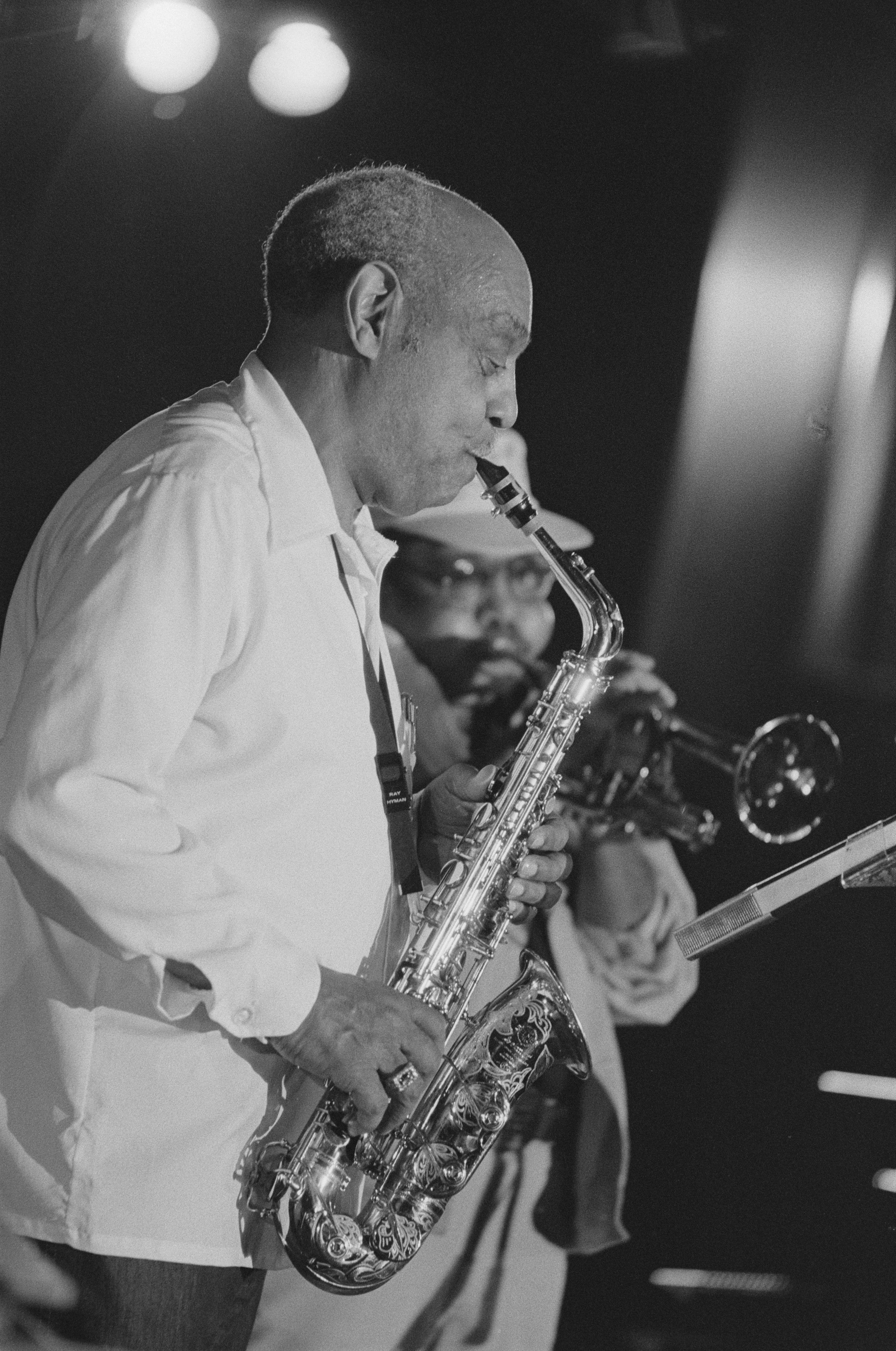

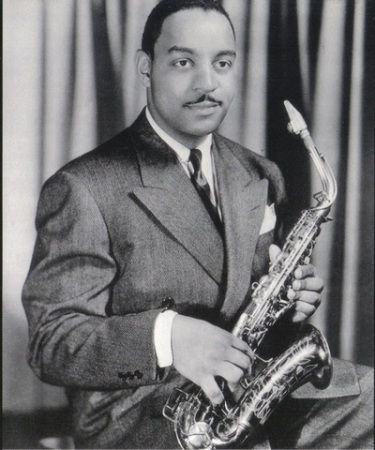

Benny Carter est né à New York dans une famille de musiciens, et a passé son enfance à Harlem en compagnie du trompettiste star de Duke Ellington, Bubber Miley. Il a appris la trompette auprès de Miley. Quand il comprit qu'il ne jouerait jamais aussi bien que lui, il troqua sa trompette pour un saxophone.
Il commence sa carrière de musicien professionnel à 15 ans et enregistre son premier disque en 1927.
Il crée son propre big band l'année suivante. Il enregistre avec Fletcher Henderson en 1930 et 1931, dirige un petit moment les McKinney's Cotton Pickers, avant de revenir à son big band en 1932. Il fait également des arrangements pour Henderson et Duke Ellington durant cette période. Il écrit aussi deux tubes : Blues in My Heart et When Lights are Low. Au début des années 1930 il est considéré comme le meilleur alto avec Johnny Hodges. Carter se mit également à la trompette solo, ayant redécouvert cet instrument. Il a beaucoup enregistré en tant que trompettiste durant les années 1930.
En 1935, il déménage en Europe où il devient l'arrangeur attitré de l'orchestre de danse de la BBC. Il profite de ses séjours pour jouer avec des musiciens locaux et il enregistrera notamment plusieurs titres avec Django Reinhardt dont I'm Coming Virginia et Farewell Blues avant de retourner aux Etats-Unis en 1938. Il dirige un grand orchestre et un sextet au Savoy Ballroom à Harlem avant de déménager pour Los Angeles pour écrire pour les studios de cinéma.
Il a continué à écrire et à jouer jusqu'à plus de 90 ans. Il a fait des arrangements pour Louis Armstrong, Ray Charles, Ella Fitzgerald, Peggy Lee, Sarah Vaughan et bien d'autres.
Son plus grand succès a été Cow Cow Boogie, un morceau écrit avec Don Raye et Gene DePaul, créé par Ella Mae Morse en 1942.
Dans les années 1940 et 1950, il a été un des premiers noirs à écrire de la musique de film. Il a beaucoup inspiré Quincy Jones quand Jones a commencé à écrire pour la télévision et le cinéma dans les années 1960.
Il apparaît également (sans être au générique) dans le film de 1952 Les Neiges du Kilimandjaro.
Carter est célèbre pour sa capacité à écrire des solos de saxophone, où toute la section joue comme un seul homme.
Il meurt le 12 juillet 2003 à l'âge de 95 ans des suites d'insuffisance respiratoire, au Cedars Sinai Hospital de Los Angeles.

## Récompenses
- National Endowment for the Arts - NEA Jazz Master : nomination et récompensé en qualité de Jazz Master en 1986[13]
- Le 9 février 1995 est inaugurée son étoile sur le Walk of Fame de Hollywood[14].

## Discographie (sélective)
- 1957 : Jazz Giant (Contemporary)  avec Ben Webster
- 1961 : Futher definitions (Impulse) avec Coleman Hawkins, Phil Woods, Charlie Rouse
- 1976 : The King (Pablo) avec Milt Jackson, Tommy Flanagan, Joe Pass
- 1977 : Benny Carter Four, Montreux (Fantasy) avec Ray Bryant
- 1977 : Live in Japan  (Pablo)